# شمال ويمبلي (محطة مترو أنفاق لندن)

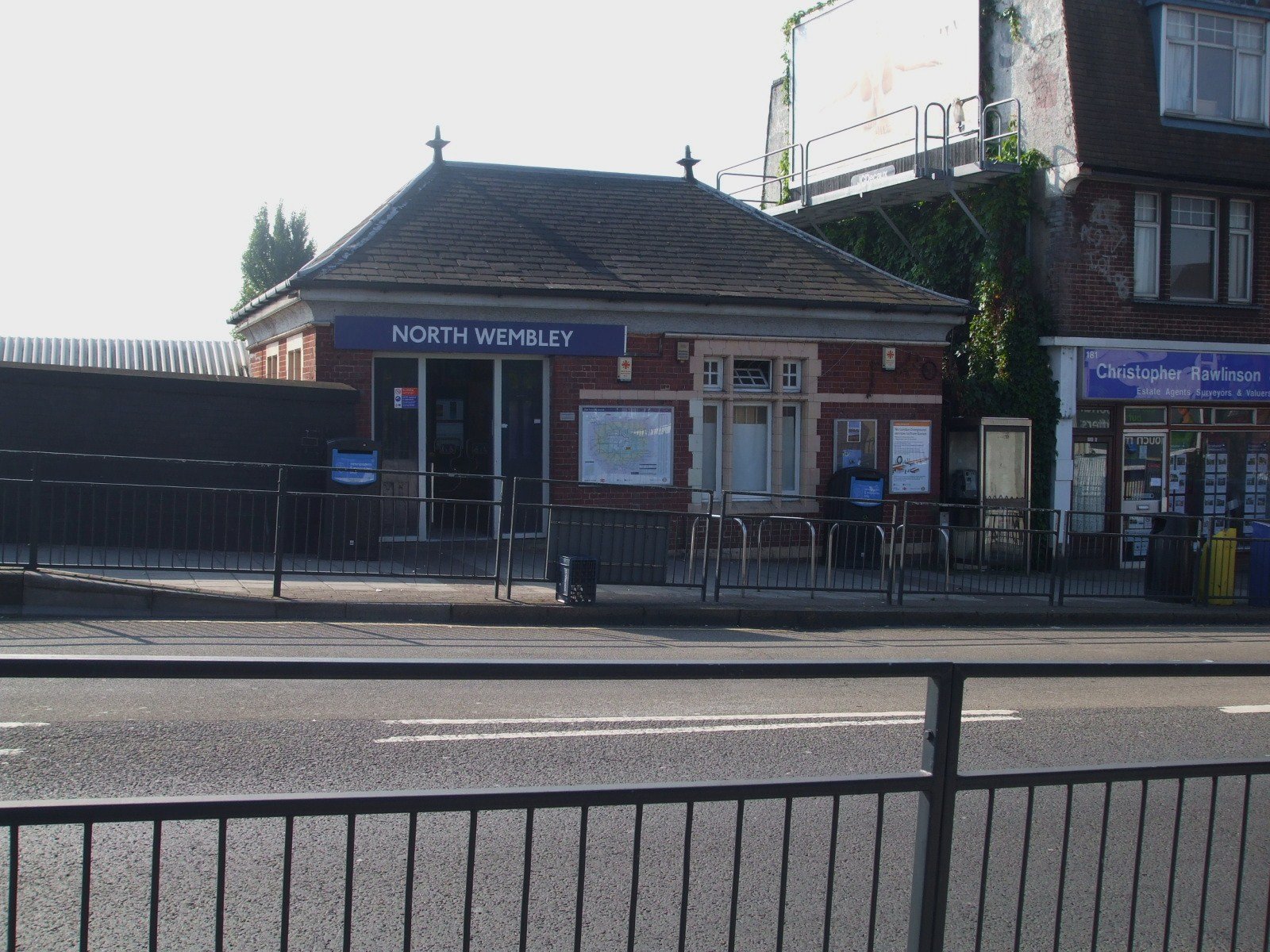
مبنى محطة شمال ويمبلي عام 2008.

شمال ويمبلي (بالإنجليزية: North Wembley)‏ هي إحدى محطات مترو أنفاق لندن. تقع على خط بيكرلو أفتتحت في المنطقة (Zone) رقم 4 أفتتحت في 15 يونيو 1912، 16 أبريل 1917.